# بیلی هیلز
بیلی هیلز (انگلیسی: Billy Hails; ۱۹ فوریهٔ ۱۹۳۵ – ۰ مارس ۲۰۱۷) بازیکن فوتبال اهل بریتانیا بود.
از باشگاه‌هایی که در آن بازی کرده‌است می‌توان به باشگاه فوتبال پیتربورو یونایتد اشاره کرد.